# Sergio Vergara (calciatore)
Sergio Vergara (15 dicembre 1988) è un calciatore paraguaiano, difensore del Deportivo Recoleta.

## Carriera

### Club
Ha giocato nella prima divisione paraguaiana.

### Nazionale
Nel 2011 ha giocato una partita nella nazionale paraguaiana.

## Palmarès

### Club

#### Competizioni nazionali
- Campionato paraguaiano: 1

Libertad: Apertura 2016